# جيرارد دي كورتي
جيرارد دي كورتي (بالهولندية: Gerard de Korte)‏ هو عالم عقيدة ومؤرخ هولندي، ولد في 13 يونيو 1955 في فيانن في هولندا.

## معرض صور